# Giovenale Boetto
Giovenale Boetto (Fossano, 1604 – Fossano, 1678) è stato un architetto, pittore e incisore italiano.

## Biografia
Giovenale Boetto nacque a Fossano nel 1604, figlio di Damiano e di Montarsina Pelazza.
Studiò pittura e architettura a Savigliano dal 1620, sotto la guida di G. A. Molineri; già nel 1622 progettò la cappella del Santo Rosario nella chiesa di San Vincenzo Ferreri a Brae nel 1631 ricevette la carica di ingegnere, scenografo e architetto di corte di Savoia, ma fece anche pratica come incisore, come dimostrò nel 1633 il Suonatore di piffero.Dell'attività di pittore di Boetto non sono sopravvissute altre testimonianze.
L'attività di Boetto architetto seguì uno stile classicista, compatibile con la sua attività di scenografo e incisore, rispettoso del paesaggio,caratterizzato dalle forme nette e semplici, anche se talvolta impreziosite da una minuziosa decorazione.
Benché si abbia notizia di suoi lavori a Torino, si può affermare che Boetto operò prevalentemente nel territorio vicino alla sua residenza: Fossano, Bra, Cuneo, Mondovì.
La carriera architettonica di Boetto proseguì nel 1628 con gli inizi della costruzione del nuovo convento e della chiesa di Santa Maria a Cussanio (1648).
Nel 1630 lavorò per la cappella di San Rocco e Santa Brigida a Fossano; dieci anni dopo Boetto, assieme a G. A. Biga, realizzò il santuario dell'Apparizione a Savigliano, mentre dal 1643 al 1659 si impegnò per la parrocchiale di Bene Vagienna e dal 1648 al 1658 a quella di Pamparato.
In quegli anni Boetto collaborò ai lavori per i luoghi sacri a Fossano (chiesa di San Filippo, 1651), a Savigliano (chiesa della Madonna di Macra, 1655), a Cuneo (chiesa del Santo Nome di Gesù, 1655-1669 poi Santa Maria; della Madonna del Bosco, oggi cattedrale, 1657), a Pesio per la certosa (1659-1673).
Nel 1665 incominciò la chiesa della Missione, per i gesuiti di Mondovì, l'anno seguente ultimò il campanile del duomo di Fossano (1666) e incominciò l'arco della Madonna del Rosario a Cherasco (1687).
Nella sua attività di incisore Boetto aderì a uno stile realistico, seguendo le lezioni di Caravaggio, con qualche elemento derivato dai bamboccianti napoletani e romani, oltre che a Jacques Callot, che produsse un linguaggio soprattutto popolare, come evidenziarono le raffigurazioni delle piazze e degli interni delle chiese. La Biblioteca Reale e la Pinacoteca Sabauda conservano numerose incisioni di Boetto.
Nei lavori della sua ultima fase creativa risultò maggiormente evidente una tendenza intimista, anticlassica, presente soprattutto nei ritratti, dove Boetto si distinse per il "ritratto dei sentimenti", come in Padre Siro cappuccino (1635), o il Giurista Antonio Monaco (1635), o Giovanni Negro (1663).

## Opere

### Architettura
- Cappella del Santo Rosario nella chiesa di San Vincenzo Ferreri a Bra (1622);
- Nuovo convento e della chiesa di Santa Maria a Cussanio (1628-1648);
- Cappella di San Rocco e Santa Brigida a Fossano (1630);
- Santuario dell'Apparizione a Savigliano (1640);
- Parrocchiale di Bene Vagienna (1643-1659);
- Parrocchiale di Pamparato (1648-1658);
- Chiesa di San Filippo a Fossano (1651);
- Chiesa della Madonna di Macra a Savigliano (1655);
- Chiesa del Santo Nome di Gesù a Cuneo (1655-1669);
- Chiesa della Madonna del Bosco a Cuneo (1657);
- Certosa a Pesio (1659-1673);
- Chiesa della Missione, per i gesuiti di Mondovì (1665);
- Campanile del duomo di Fossano (1666)
- Arco della Madonna del Rosario a Cherasco (1666-1687).